# Обращение к Великому духу
«Обращение к Великому духу» (англ. Appeal to the Great Spirit) — конная статуя 1909 года работы американского скульптора Сайруса Даллина, находящаяся у Музея изящных искусств в Бостоне, штат Массачусетс.

## История
Сайрус Даллин был уроженцем штата Юта и в юности большое количество времени проводил в игре с индейскими детьми — представителями народа юты, что дало ему уникальные знания, которые он воплощал в своих ранних фигурках из глины. После переезда в Бостон в 1880 году и учёбы в Париже Даллин развил индейскую тему в своём творчестве. Одним из его самых больших успехов стала конная статуя «Сигнал мира», показанная широкой публике в Парижском салоне в 1890 году и создавшая Даллину репутацию едва ли не лучшего скульптора, работающего в индейской теме. Наряду с этим, в личной переписке Даллин часто выражал симпатии к коренным американцам и отвращение к жестокому обращению к ним со стороны белых пионеров и правительства США.
Моделью для данной статуи стал итальянец Антонио Корси, позировавший также для великих живописцев и скульпторов данной эпохи. Статуя лепилась Даллином в своей студии в Бостоне с 1907 по 1908 год. Версия из штукатурки была показана с большим успехом на выставке Национального общества скульпторов 1908 года в Балтиморе. В 1909 году скульптура была отлита в Париже и завоевала золотую медаль на выставке в Парижском салоне. 23 января 1912 года статуя была установлена перед главным входом Музея изящных искусств в Бостоне в штате Массачусетс, купившего эту работу.

## Композиция

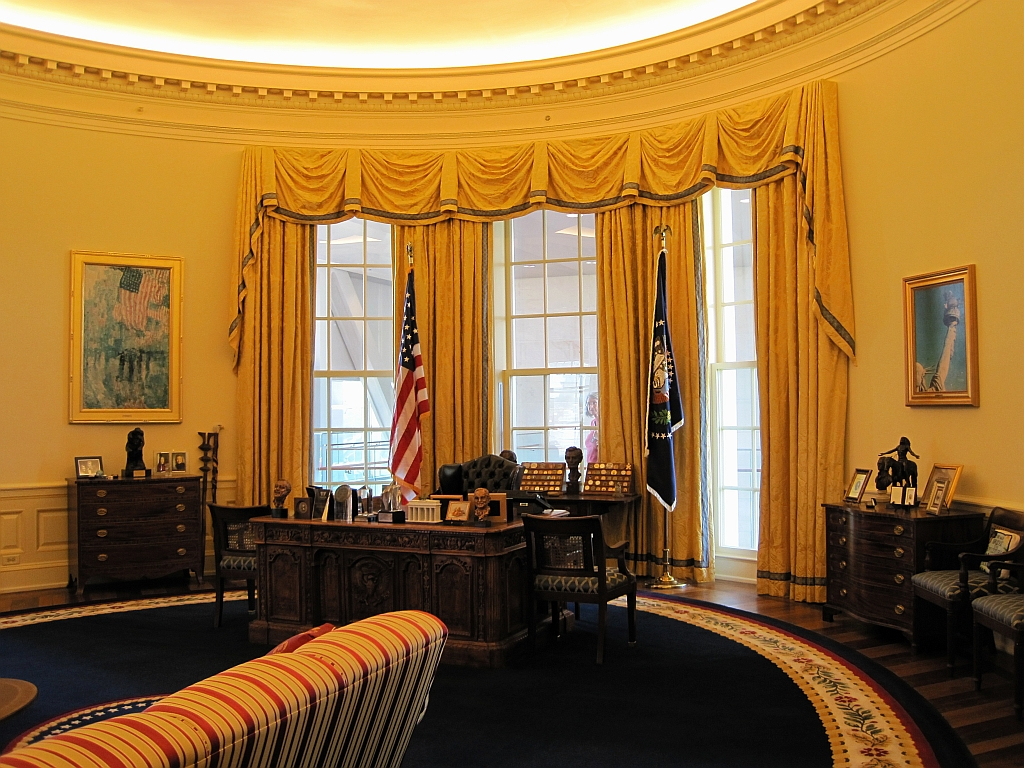
Скульптура справа под картиной в реплике Овального кабинета в Президентском центре Клинтона, 2013 год

Скульптура представляет собой сидящего на коне благородного воина народа юты, который после неудачной попытки мирного сосуществования и после поражения в битве обращает свои глаза к небесам и поднимает руки в мольбе к Великому духу, чтобы спасти свой народ и свой образ жизни от вымирания. По словам самого Даллина, здесь запечатлён момент, когда вождь сделал своё «окончательное обращение к Великому духу за мир с белым человеком» после того, как «его сигналы к миру ... были отклонены». Эта статуя стала четвёртой и последней в серии конных скульптур, над которыми Даллин работал в период с 1890 по 1909 год и которую он именовал «Эпопеей индейцев».

## Художественное влияние
Около 1922 года было отлито девять 40-дюймовых бронзовых копий статуи, одна из которых находится в главной библиотеке Дартмутского колледжа. Полноразмерная копия скульптуры находится в Манси, штат Индиана, и по мнению многих жителей является символом города. Копии такого же размера находятся в Музее Сайруса Даллина в Арлингтоне (Массачусетс) и Музее Рокуэлла в Корнинге (Нью-Йорк). Макет, с которого была отлита скульптура, находится в холле Центральной средней школы города Талса (Оклахома).
Маленькие экземпляры скульптуры находятся в Зале дипломатических приёмов штаб-квартиры Государственного департамента США — «Гарри Эс Трумэн Билдинг», Овальном кабинете Белого Дома, Вашингтон, округ Колумбия. Статуэтка была поставлена туда при президенте США Билле Клинтоне.